# Geoff Crammond

Geoff Crammond bzw. Geoffrey J. Crammond (* Dezember 1953) ist ein Spieleentwickler aus Großbritannien, der sich auf Rennsimulationen spezialisiert hat. Zu den bekanntesten gehören dabei die Grand-Prix-Serie, Stunt Car Racer sowie The Sentinel.

## Karriere
Crammond besitzt einen Hochschulabschluss in Physik.
Eines seiner ersten Simulationsspiele war Aviator, eine Flugsimulation des Spitfire-Flugzeuges aus dem Zweiten Weltkrieg. Das Spiel wurde von Acornsoft für den damals überaus erfolgreichen BBC-Micro-Computer verkauft. Obwohl das Spiel nur monochrome Grafik unterstützte, hatte es schon einige Ähnlichkeiten zu den heutigen modernen Flugsimulationen auf deutlich leistungsfähigeren Computern. Es bot für damalige Verhältnisse eine einzigartige Simulation; es war sogar möglich, dass die Tragflächen bei zu gewagten Flugmanövern abbrachen. Extra Punkte gab es für das Fliegen zwischen Häuserblocks und unter Brücken, besonders falsch herum.
Auch wenn Geoff Crammond hauptsächlich für seine Formel-1-Simulationen bekannt ist, so simulierte sein erstes Autorennspiel, Revs (Drehzahl), die Britische Formel-3-Meisterschaft in Silverstone. Das Spiel wurde 1984 ebenfalls für den BBC Micro veröffentlicht. Revs kann durchaus als erste Rennsimulation überhaupt bezeichnet werden; so wurde die Umgebung in 3D dargestellt und die Fahrphysik des Rennwagens realistisch simuliert – inklusive Zündung und Kupplung. Auch die enthaltenen KI-Gegner gaben Revs eine enorme Spieltiefe.
1986 erschien die C64-Version des Spieles, die eine weitere Rennstrecke, Brands Hatch enthielt. Kurz darauf erschien Revs Plus für den BBC Micro, das mit Donington Park, Oulton Park und Snetterton Circuit insgesamt fünf Rennstrecken enthielt.
Ebenfalls 1986 erschien mit The Sentinel (Der Wächter) das, an der damaligen Verbreitung von Computern im Heimbereich gemessen, wohl erfolgreichste Spiel von Geoff Crammond. Es handelt sich hierbei um ein 3D-Puzzlespiel mit 10.000 Levels, in dem der Spieler einen Roboter durch eine 3D-Landschaft mit Klippen, Bäumen und Steinen manövrieren muss, um den bedrohlichen Sentinel zu besiegen. Das Spiel wurde von den Kritikern hoch gelobt und die Erfindung mit der des Schachspieles verglichen. Das Spiel war überaus erfolgreich und wurde auf diverse Plattformen konvertiert. 1998 erschien mit The Sentinel Returns schließlich ein Nachfolger mit Musik von Filmemacher John Carpenter für PC und Playstation, der jedoch kaum Beachtung fand.
Danach konzentrierte sich Crammond wieder auf Rennsimulationen, wobei das 1989 veröffentlichte Stunt Car Racer ein ganz spezielles Spiel dieser Gattung darstellt. Es geht darum, mit hochgezüchteten Rennbuggies über eine auf Stelzen gebaute Strecke, ähnlich einer Achterbahn, mit riesigen Auf- und Abfahrten sowie Steilkurven und Sprüngen, zu fahren. Es gibt keine Streckenbegrenzungen, so dass die Schwierigkeit des Spieles auch darin bestand, nicht von der Strecke abzustürzen. Auch wenn sich all dies nach einem Action-Rennspiel anhört, besaß Stunt Car Racer dennoch eine hervorragende Physik-Engine. So wurde beispielsweise die Dämpfung realistisch simuliert, zu gewagte Sprünge führten zur Beschädigung des Wagens. Eine weitere Besonderheit des Spieles war, dass es das erste Autorennspiel überhaupt mit einer Mehrspielerfunktion war. So konnten zwei Spieler ihre Computer per Nullmodemkabel verbinden und gegeneinander antreten.
Seit den frühen 1990er Jahren entwickelte Geoff Crammond ausschließlich Formel-1-Simulationen seiner preisgekrönten Grand-Prix-Reihe. Zu dieser Zeit begann auch das Amiga Power Magazin, Crammond als Sir Geoff zu betiteln, ein Running Gag, der sich so schnell ausbreitete, dass einige heute noch glauben, er würde „Sir Geoff Crammond“ heißen. In Zusammenarbeit mit dem britischen Entwicklerstudio MicroProse erschien 1991 Formula One Grand Prix (F1 GP) (in den USA als World Circuit verkauft) für den Amiga und ein Jahr später auch für den PC. Der Nachfolger Grand Prix 2 folgte 1996 und war die damals beste Formel-1-Simulation auf dem Markt. Nach langer Entwicklungszeit erschien im Jahr 2000 der dritte Teil der Serie, Grand Prix 3. 2001 entwickelte Crammond Grand Prix 3 2000, ein Add-on für Grand Prix 3. Grand Prix 4 war der letzte Teil der Grand-Prix-Serie und kam 2002 auf den Markt.
Nach dem Ende der Grand-Prix-Reihe gab es Gerüchte, dass Crammond an einer Neuauflage von Stunt Car Racer arbeitete. Die Gerüchte wurden später bestätigt, zusammen mit der Ankündigung, dass das Spiel zusammen mit Lost Toys entwickelt werde. Lost Toys wurde aufgrund finanzieller Probleme Ende 2003 geschlossen. 2005 wurde schließlich bekannt gegeben, dass die Entwicklung des Spiels eingestellt wurde.

## Spiele

### Veröffentlicht
- 1981 – Super Invaders (BBC)
- 1983 – Aviator (BBC)
- 1984 – Revs (BBC)
- 1986 – Revs Plus (C64)
- 1986 – The Sentinel (Amiga, Amstrad CPC, Atari ST, C64, PC, ZX Spectrum)
- 1989 – Stunt Car Racer (Amiga, Atari ST, C64, PC, Amstrad CPC, ZX Spectrum)
- 1992 – Formula One Grand Prix (Amiga, Atari ST, PC)
- 1996 – Grand Prix 2 (PC)
- 2000 – Grand Prix 3 (PC)
- 2001 – Grand Prix 3 2000 (PC)
- 2002 – Grand Prix 4 (PC)

### Entwicklung eingestellt
- Grand Prix 4 (XBox)
- Stunt Car Racer Pro (PC)